# Paduli
Paduli är en ort och kommun i provinsen Benevento i regionen Kampanien i Italien. Kommunen hade 3 881 invånare (2017).